# Andrés de Segurola
Andrés Perelló de Segurola (Valencia, 27 de marzo de 1874 - Barcelona, 23 de enero de 1953) fue un barítono español.

## Biografía
Nació el 27 de marzo de 1874 en Valencia, de padre catalán y madre de Pasajes, en Guipúzcoa. Era hermanastro del escritor Ciro Bayo, autor de El lazarillo español. Residió desde pequeño en Barcelona. Huérfano desde los cuatro años, sus tutores se encargaron de que recibiera una buena educación. Aunque estudió Derecho, estudió canto y a los veintiún años hizo su presentación en el Gran Teatro del Liceo (Barcelona). Siguió allí tres temporadas recorriendo después teatros de Europa y América.
Entre 1901 y 1920 fue miembro de la Metropolitan Opera House. En 1916 presentó una sesión de ópera 4 semanas en el Gran Teatro Nacional de La Habana, donde en su elenco incluyó a Geraldine Farrar y Pasquale Amato.
Hacia el fin de su carrera en el Metropolitan Opera, se convirtió en empresario pero al morir en 1921 Enrico Caruso, la actriz Gloria Swanson le propuso hacer cine. Segurola participó en El amor de Sonia y posteriormente participó en diversos films mudos dirigidos por Raoul Walsh, Robert Z. Leonard, Alan Crosland, Norman Taurog y Frank Borzage y con artistas como J. Farrell MacDonald, Dolores Costello, Conrad Nagel, Dolores del Río, Marion Davies, Billie Dove y John Barrymore. Al aparecer el cine sonoro hizo interpretaciones en inglés y en español.
Viajando para un encuentro con el director de la Opera Cívica de Chicago (Civic Opera House) para formar una compañía con los mejores cantantes del momento tuvo un accidente y sufrió un doble desprendimiento de retina. Ciego, debió retirarse de los escenarios y abrió en Hollywood una academia que adquirió prestigio. Entre sus numerosos discípulos se encontraba Deanna Durbin.
Fue nombrado caballero de la Orden de Cristo de Portugal, de Instrucción Pública de Francia, comendador de las órdenes de Alfonso X el Sabio y de Alfonso XII de España, de la Corona de Italia, de Madjulie de Turquía (concedida por el último sultán, Abdul Hamid II), y recibió del presidente William Howard Taft la medalla al Mérito de los Estados Unidos. Algunos le llamaron el «embajador artístico de España».
El 9 de junio de 1951 regresó a Barcelona, donde falleció el 22 de enero de 1953.